# Sieboldius gigas
Sieboldius gigas är en trollsländeart som först beskrevs av Martin 1904.  Sieboldius gigas ingår i släktet Sieboldius och familjen flodtrollsländor. IUCN kategoriserar arten globalt som otillräckligt studerad. Inga underarter finns listade i Catalogue of Life.